# Heilig Kreuz (Deggingen)

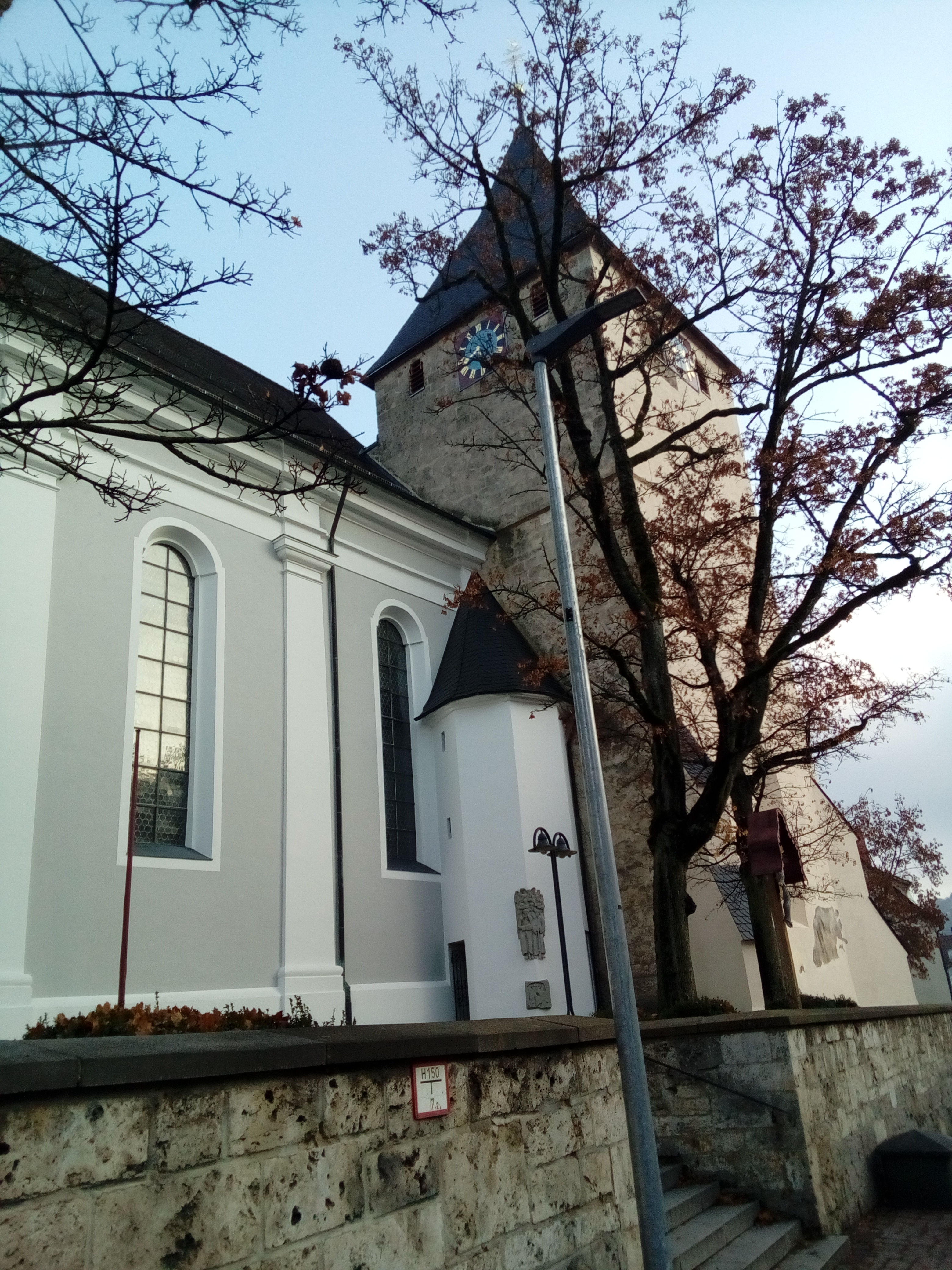
Heilig Kreuz in Deggingen

Die römisch-katholische Pfarrkirche Heilig Kreuz ist ein geschütztes Kulturdenkmal unter der Nr. 078.010 nach dem Denkmalschutzgesetz. Sie steht in Deggingen, einer Gemeinde im Landkreis Göppingen in Baden-Württemberg. Die Kirchengemeinde gehört zum Dekanat Göppingen-Geislingen in der Diözese Rottenburg-Stuttgart.

## Beschreibung
Die 1698–1700 neu gebaute Saalkirche besteht aus einem Langhaus, einem eingezogenen, halbrund geschlossenen Chor im Osten und dem von Strebepfeilern gestützten Chorflankenturm an dessen Südwand. Der Turm ist ein Überrest des bereits 1372 urkundlich erwähnten, 1698 wegen Baufälligkeit abgebrochenen gotischen Vorgängerbaus der heutigen Kirche. Sein oberstes Geschoss beherbergt die Turmuhr und den Glockenstuhl, in dem fünf Kirchenglocken hängen. Ein Treppenturm in der Ecke von Langhaus und Chorflankenturm führt zu den Emporen.
Die Orgel mit 26 Registern auf zwei Manualen und Pedal wurde von Franz Heissler in den 1980er Jahren gebaut und 2023 überholt.